# Solution-mère
Une solution-mère est une solution dont on pourra faire des solutions-filles par prélèvement d'un certain volume de celle-ci, complétée par l'apport d'un volume de solvant pour obtenir la concentration souhaitée.
Soit une solution-mère S, de concentration C et de volume V, on souhaite en faire une solution-fille S', de concentration C'. Il faut d'abord verser un volume suffisant de solution-mère dans un bécher afin de ne pas souiller l'ensemble de la solution-mère en y faisant le prélèvement. Ensuite, il faut prélever le volume Vp avec une pipette jaugée et le verser dans une fiole jaugée (au volume souhaité de solution-fille, Vfille). La pipette doit être propre et avoir été rincée à l'eau puis à la solution à prélever. Finalement, il faut compléter la fiole jusqu'au trait de jauge, en homogénéisant par agitation.

## Relations entre solution-mère et solution-fille
À partir d'une solution-mère de concentration C et de volume à prélever V , on veut préparer un volume V' de solution-fille à la concentration C' :
- Concentration et volume : la dilution n'affectant pas la quantité de matière de soluté, n' = n donc C' V' = C V. Le volume V de la prise d'essai dans la solution-mère est donc[1] : V = V' C'/C .
- Facteur de dilution : F = C/C' .